# Musaigen no Phantom World
Musaigen no Phantom World (無彩限のファントム・ワールド Musaigen no Fantomu Wārudo?) es una serie de novelas ligeras escritas por Sōichirō Hatano e ilustradas por Shirabi. Una adaptación a anime, producida por Kyoto Animation y dirigida por Tatsuya Ishihara, se emitió entre el 7 de enero y el 31 de marzo de 2016. Una OVA se estrenó el 5 de octubre de 2016.

## Argumento
En un futuro cercano, la liberación accidental de un virus experimental causa un brote que cambia la química del cerebro de cada persona en el mundo, permitiendo percibir seres extradimensionales llamados "Phantoms". En adición, algunos niños nacidos después del brote han desarrollado poderes especiales que les permiten combatir y sellar Phantoms. A pesar de que la vasta mayoría de los Phantoms son inofensivos, muchos de estos niños especiales son ubicados en clubs y organizaciones dedicadas a lidiar con Phantoms que prueban ser amenazas para la humanidad. La historia sigue a Haruhiko Ichijo y sus amigas del Club de Cazadores de Phantoms de la Academia Hosea, una escuela privada para estudiantes con habilidades para sellar Phantoms, y su vida diaria con los problemas lidiando con los Phantoms.

## Personajes

### Principales
Haruhiko Ichijō (一条 晴彦 Ichijou Haruhiko?) / ART
 Seiyū: Hiro Shimono
Un estudiante de primer año de preparatoria y el personaje principal. A causa de la biblioteca que hay en su casa, él tiene mucho conocimiento acerca de diferentes materias, pero la mayoría de estos hechos son visto como inútiles por sus compañeros. Haruhiko fue un sujeto de prueba de Alayashiki en sus experimentos para crear poseedores de Habilidades Fantasma Artificiales, los cuales eran guiados por Tōko, recibiendo el nombre clave de ART. Una vez, Tōko le ordenó a ART a usar sus habilidades artísticas para crear un Phantom, por lo cual ART crea a Rūpa la cual es la encarnación del amor de su madre. En un punto, Tōko dejó libre a ART, sellando sus recuerdos de los experimentos. Sus padres están separados pero el espera poder reunirlos como una familia de nuevo. Haruhiko siempre carga una bolsa con él, la cual es un regalo de su madre.
Mai Kawakami (川神 舞 Kawakami Mai?)
 Seiyū: Sumire Uesaka
Una estudiante de segundo año de preparatoria y la compañera original de Haruhiko. Mai es conocida por Haruhiko de ser cabeza dura y violenta incluso desde que era una niña. Ella es 1/4 japonesa y 3/4 inglesa; al copiar sus recuerdos, Haruhiko mencionó que ella usó su primer brassier cuando estaba en quinto grado y su tamaño de pecho es de entre 90 y 100 (ella no le permitió terminar esa oración a Haruhiko, por lo que se desconoce la medida exacta).
Ella se especializa en combate cercano, su Habilidad Fantasma es "Espíritu de los Cinco Elementos", el cual consiste en canalizar poderes elementales a través de su cuerpo, como fuego de su corazón, tierra de su bazo, metal de sus pulmones, o agua de sus riñones, utilizando el sistema elemental chino.
Reina Izumi (和泉 玲奈 Izumi Reina?)
 Seiyū: Saori Hayami
Una estudiante de primer año de preparatoria y un nuevo miembro del equipo de Haruhiko. Ella tiene un gran apetito y constantemente lucha con tener suficiente dinero para comer a pesar de venir de una casa muy adinerada. Ella tiene una hermana mayor quien huyó de su casa debido a que sus padres eran muy estrictos y además de tener un gran odio hacia los Phantoms. Ella admira fuertemente a Mai a la cual dice que le recuerda a su hermana mayor.
Ella es una "Phantom Eater" (ファントムイーター Fantomu ītā?), una Habilidad Fantasma inusual que le permite sellar Phantoms consumiéndolos.
Koito Minase (水無瀬 小糸 Minase Koito?)
 Seiyū: Maaya Uchida
Una nueva estudiante recién transferida que siempre carga audífonos. Su Habilidad Fantasma se manifestó por primera vez cuando estaba en la escuela primaria cuando un Phantom atacó y mató a los conejos que ella estaba asignada a cuidar en el campo de la escuela. Esto causó que sus amigos estuvieran asustados de ella y eventualmente desarrollo la personalidad asocial que tiene hoy en día. Ella tiende a usar mucha azúcar en sus bebidas y le gusta recoger horquillas del mar.
Su Habilidad Fantasma consiste en un poderoso ataque de sonido usando su voz, la cual puede aturdir o sellar Phantoms, este se activa cantando el PAROLE "Ábrete, ábrete, ábrete, ábrete, timbre de la creación. Afina, afina, afina, afina, alcanza la nota".
Ruru (ルル?)
 Seiyū: Azusa Tadokoro
Una amigable Phantom en la forma de un hada pequeña de cerca de 10 centímetros de altura por lo que su sueño es tener el tamaño de una humana. Ella siempre sigue a Haruhiko y es llamada su "compañera", usualmente disfruta divertirse con él. Ruru fue creada por Haruhiko cuando era un niño, siendo ella la encarnación de su personalidad salvaje reprimida. Su nombre completo es Rururaruri Rurararirara Rururirirari Rirararururara Rururararirari.
Como una Phantom, ella tiene la Habilidad Fantasma de volver las cosas o un área pequeña en una forma pixeleada, como cuando volvió pixeles la librería y la ropa de Haruhiko, ella también puede volverse a sí misma en una forma pixeleada; además ella posee la misma Habilidad Fantasma de invocar Phantoms, igual que Haruhiko, sin embargo, en ningún momento lo usó, ya que ella misma no sabía que tenía esa Habilidad Fantasma.
Kurumi Kumamakura (熊枕 久瑠美 Kumamakura Kurumi?)
 Seiyū: Misaki Kuno
Una estudiante de cuarto grado de la división de escuela primaria de la Academia Hosea. Ella siempre carga un oso de peluche llamado Albrecht y tiene una gran afinidad con los osos ya que casi todo asociado con ella, desde su apellido hasta su lugar de nacimiento e incluso su comida favorita, tienen Kuma (熊?  , lit. Oso) en su nombre. Como Minase, la Habilidad Fantasma de Kurumi se manifestó a una muy temprana edad.
La Habilidad Fantasma de Kurumi es agrandar el tamaño de Albrecht y le permite moverse por sí mismo y pelear.
Rīra Tokiwa (常羽 りーら Tokiwa Riira?)
Una Phantom que es la contraparte del Mundo Alterno de Ruru. A diferencia de su contraparte del Mundo Origen, Rīra posee tamaño humano y tiende a desvestirse, además de tener la costumbre de enviar fotos de sí misma con poca ropa a Haruhiko, siendo que su personalidad es casi idéntica a la de su contraparte.
La Habilidad Fantasma de Rīra es "Hija No Muerta", esta habilidad la hace prácticamente inmortal pudiendo sanar sus heridas fácilmente, y también curar las heridas de los otros; además ella posee la misma Habilidad Fantasma de invocar Phantoms de Haruhiko.
Mai Kawakami (川神 舞 Kawakami Mai?)
La contraparte del Mundo Alterno de Mai. Es igual a su contraparte del Mundo Origen, siendo que demuestra cierta atracción amorosa a Haruhiko, ya que competía con las otras dos chicas sobre quien debía ir con el a la cita doble con Shōsuke.
Ella posee las mismas Habilidades Fantasma que su contraparte, además de que logró perfeccionarlas al punto de poder activar los cinco elementos al mismo tiempo.
Reina Izumi (和泉 玲奈 Izumi Reina?)
La contraparte del Mundo Alterno de Reina. Es igual a su contraparte del Mundo Origen, siendo que demuestra cierta atracción amorosa a Haruhiko, ya que competía con las otras dos chicas sobre quien debía ir con el a la cita doble con Shōsuke.
Ella posee las mismas Habilidades Fantasma que su contraparte; ella posee otra Habilidad Fantasma que le permite invocar una serpiente negra gigantesca que destruye todo lo que toca.
Koito Minase (水無瀬 小糸 Minase Koito?)
La contraparte del Mundo Alterno de Koito. Es igual a su contraparte del Mundo Origen, siendo que demuestra cierta atracción amorosa a Haruhiko, ya que competía con las otras dos chicas sobre quien debía ir con el a la cita doble con Shōsuke.
Ella posee las mismas Habilidades Fantasma que su contraparte, siendo que ella logró perfeccionarlas pudiendo tornar de color azul las llamas de su voz.
Mei Kawakami (川神 鳴 Kawakami Mei?)
Ella es la hermana menor de Mai siendo muy similar a ella y es introducida en el tercer volumen de la novela ligera. Mei vivía en Inglaterra, pero viajó a Japón uniéndose a la escuela hermana de Hosea, la Academia Jubilee, ella tiene un complejo de pecho plano severo debido a Mai. Debido a haberse criado en Inglaterra, el japonés de Mei está algo roto.
Ella no tiene Habilidades Fantasma como todos los demás, en lugar de eso es una Bruja que utiliza la magia.
Inori Watayumi (綿弓 祈 Watayumi Inori?)
Una chica de la Academia Jubilee introducida en el tercer volumen de la novela ligera.
Es una invocadora como Haruhiko, excepto que ella tiene que bailar en lugar de dibujar cosas para invocar, pudiendo invocar hasta 12 clases distintas de Phantoms, debido al gran desarrollo de sus habilidades, ella es considerada la más fuerte de su academia.
Chiaki Sumeragi (皇義 千聖 Sumeragi Chiaki?)
Una chica de la Academia Jubilee introducida en el tercer volumen de la novela ligera. Ella es la hija única de los más ricos Zaibatsu en Japón y habla en versos waka (poemas japoneses). Su familia es un rival a la familia de la Reina, por lo que parece que ella odia a Reina.
Ella no tiene ninguna Habilidad en lo absoluto.

### Secundarios
Shōsuke Morohashi (諸橋 翔介 Morohashi Shousuke?)
 Seiyū: Daisuke Sakaguchi
Él es un estudiante de primer año de preparatoria de la Academia Hosea y un amigo de Haruhiko el cual usualmente está celoso de él debido a que todas sus compañeras de equipo son chicas hermosas. Aunque nunca se le ve luchar junto al Club de Cazadores de Phantoms, es muy extraño que él se refiera al grupo de Haruhiko como "nuestro club", cuando se desconoce si forma parte del equipo.
Su Habilidad Fantasma consiste en pronunciar el PAROLE "¡Arde, arde, mi alma!", provocando que saque energía solar de su cuerpo entre sus manos, formando una esfera que crece en instantes hasta lanzarselo a alguien.
Arisu Himeno (姫野 アリス Himeno Arisu?)
 Seiyū: Kikuko Inoue
La profesora de Haruhiko, quien es responsable de asignarles trabajos a estudiantes con Habilidades Fantasma en orden de lidiar con problemáticos Phantoms a cambio de una recompensa.
Bruja (魔女 Majo?)
 Seiyū: Juri Nagatsuma
Es una bruja Phantom que le concede deseos a otros Phantom. No importa si es algo bueno o algo malo; ella concederá el deseo sin importar que. Su habilidad trabaja por sí sola. Un ejemplo es Ruru, cuando ella se volvió humana automáticamente se volvió una estudiante transferida en la Academia Hosea y nadie se dio cuenta hasta que reveló su verdadera identidad. Incluso, ni siquiera Koito, quien es muy habilidosa viendo donde están los Phantoms fue engañada y no se dio cuenta de que era Ruru. Es un ser peculiar, ya que para conceder deseos combina Habilidades Fantasma con Habilidades Mágicas.
Ayumi Kitajima (北島 亜弓 Kitajima Ayumi?)
 Seiyū: Ami Koshimizu
Una Phantom que es estudiante de segundo año de la Academia Hosea y un miembro del club de drama. Es una Phantom obsesionada con el drama, así que se disfrazó de humana y modificó las memorias de todos en la escuela para que creyeran que era una estudiante normal.
Arina (アリーナ?)
 Seiyū: Misaki Watada
Ella es una amiga de Kurumi. Es estudiante de cuarto grado de la división de escuela primaria de la Academia Hosea y tiene un gato llamado Rudolph por el cual se preocupa mucho.
Sakura Miyama (深山 桜 Miyama Sakura?)
Una estudiante de la Academia Hosea. Durante el segundo volumen de la novela ligera, tiene una cita doble con Shōsuke, Haruhiko y Koito.
Se desconoce si posee una Habilidad Fantasma.
Kaede Mitabi (美旅 楓 Mitabi Kaede?)
Una mujer encargada por el Ministerio de Defensa a informar acerca de las Habilidades Fantasma. Apareció durante el segundo volumen de la novela ligera, pero se desconocía su apellido, el cual luego fue revelado en el tercer volumen.
Su Habilidad Fantasma consiste en generar balas especiales para atacar Phantoms.

### Antagonistas
Tōko Kashima (華島 冬湖  Touko Kashima?)
La antagonista principal de la serie y además es una conocida de la infancia de Haruhiko. Cuando era una bebe, entró en contacto con "Él", quien le dio su Habilidad Fantasma, siendo ella la primera humana en poseer una. Ella al poseer esta habilidad, fue tomada por Alayashiki para hacer experimentos, siendo que eventualmente se convierte en la líder de la compañía Alayashiki. Ella conoció a Haruhiko cuando era un niño y le dio el nombre clave de ART, desde entonces ha estado extremadamente enamorada de él, dispuesta a matar a cualquiera que se interponga en su meta de estar con Haruhiko. Ella es, junto con ART, uno de los creadores de Rūpa, a la cual le dio la orden de acabar con todas las chicas cercanas a ART cuando creciera. Ella eventualmente liberó a ART, sellando todos sus recuerdos de los experimentos.
Su Habilidad Fantasma es "Mew" (ミュウ Myuu?) la cual le permite poseer todas la Habilidades Fantasma existentes.
Rūpa (ルーパ Ruupa?)
La antagonista principal del primer volumen de la novela ligera y una antagonista secundaria en el segundo volumen de la novela ligera. La Phantom más poderosa creada por ART bajo las órdenes de Tōko, Rūpa es la encarnación del amor de la madre de Haruhiko. Encerrada en Alayashiki hasta que Tōko la liberó, el sueño de Rūpa era crear un nuevo mundo donde Haruhiko fuera su hijo, para así poder darle el amor que el siempre quiso.
Haruhiko Ichijō (一条 晴彦 Ichijou Haruhiko?)
Es la contraparte del Mundo Alterno de Haruhiko y un antagonista secundario en el segundo volumen de la novela ligera. A diferencia de su contraparte del Mundo Origen, este Haruhiko es una persona más solitaria y apto para el combate, él comparte una relación con una chica llamada Rīra muy similar a la que su contraparte comparte con Ruru. Otra cosa que lo diferencia de su contraparte es que él tiene muy poca confianza en la gente, siendo Rīra la única persona en la que realmente confía, esto se demuestra cuando se rehúsa a creer las palabras de Rūpa de que no es el verdadero Haruhiko, a pesar de tener al verdadero justo al frente suyo. Tras ser derrotado por su contraparte del Mundo Origen, los dos se fusionan, siendo la versión Origen el principal, dejando de este Haruhiko solo sus recuerdos implantados en la mente de su contraparte.
Enigma (エニグマ Eniguma?)
 Seiyū: Mai Nakahara
La antagonista principal del anime y la versión de Rūpa del Mundo Origen de este. Es una Phantom Artificial que fue creada por humanos tras procesos de modificación de ADN y su meta es controlar a los Phantoms y dominar la humanidad. Siendo sádica y oscura, Enigma es muy inteligente, atacando a los humanos en los momentos que están desprevenidos.
La Habilidad Fantasma principal de Enigma es robar las Habilidades Fantasma de los humanos con un beso, tras esto la persona estará drenada de su energía y ella podrá usar sus Habilidades Fantasma; otra Habilidad Fantasma que posee le permite poseer cuerpos humanos, como es el ejemplo de la madre de Haruhiko, además de poder copiar la personalidad de esta persona, según Koito es muy difícil saber si alguien está siendo poseído por Enigma; otra Habilidad Fantasma que posee la demuestra cuando ataca a Mai agrandando sus brazos, siendo esta una Habilidad Fantasma que robo a uno de los estudiantes.
"Él" (「彼」 "Kare"?)
El Dios de los Phantoms y la encarnación de todos los dioses humanos. "Él" siempre estuvo vigilando a los humanos, hasta ese accidente en Alayashiki donde se dio cuenta de que ellos por fin podían sentir su presencia, siendo Tōko el primer ser humano en conectarse con él, "Él" le dio la Habilidad Fantasma "Mew" a Tōko.
En el segundo volumen de la novela ligera, "Él" toma interés en la Habilidad Fantasma de Haruhiko, ya que esta le permite invocar a sus sirvientes, así que decide ponerle una prueba a Haruhiko, pero en vez de hacerlo con el Haruhiko original, decide tomarce el esfuerzo de crear el Mundo Alterno. Este mundo posee copias de todos y todo lo que hay en el Mundo Origen, siendo que "Él" modifica la línea del tiempo haciendo que Haruhiko pierda contra Rūpa. "Él" es bastante estricto con la prueba hacia Haruhiko, partiendo su alma en dos mitades (creando a Rīra) para debilitarlo, siendo que les dio órdenes estrictas a Rūpa y Tōko de no matarlo bajo ninguna circunstancia.

## Terminología
- Phantom (ファントム Fantomu?)

Es el término usado para llamarles a los monstruos, fantasmas, youkai, y otros seres sobrenaturales desde el incidente en Alayashiki el cual le permitió a los seres humanos percibir a estas criaturas. La mayoría de los Phantoms son inofensivos, mientras hay otros que representan un peligro para la humanidad. Muchas cosas acerca de los Phantoms se mantienen como misterios, pero son conocidos como seres que traspasan la barrera entre la realidad y la ficción. También a través de los experimentos en Alayashiki, Tōko descubrió la manera de crear Phantoms Artificiales.
- Capacidad Singular (特異能力者 Tokui Nouryoku-sha?)

Desde el incidente en Alayashiki, ciertos seres humanos han nacido con habilidades únicas las cuales le permiten combatir y sellar Phantoms, a esas capacidades singulares se les conoce como Habilidad Fantasma. Las Habilidades Fantasma pueden venir en muchas clases y una persona puede poseer más de una a la vez. Varias de estas habilidades necesitan una oración antes de hacer activadas, mientras que hay otras que se pueden activar sin la necesidad de estas. Tōko hizo experimentos en Alayashiki que le permitió crear a un usuario de Habilidades Fantasma llamado Haruhiko Ichijō, dándole el nombre clave de ART.
Existe un tipo de capacidad singular diferente a las Habilidades Fantasma llamadas Habilidades Mágicas. Estas habilidades también funcionan para combatir Phantoms, pero a través del uso de la magia, siendo los usuarios de estas habilidades llamados Brujos. La única Bruja conocida hasta el momento es Mei Kawakami.
- Academia Hosea (ホセア学院 Hosea Gakuen?)

Una academia para jóvenes con Habilidades Fantasma ubicada al sureste de Kanto. La academia se divide en escuela primaria y escuela secundaria. La Academia Hosea tiene una escuela hermana: Academia Jubilee.
- Estación de Medidas Personales Contra Phantoms (対ファントム要員/ファントム対策局 Tai Fantomu Yōin/Fantomu Taisaku-kyoku?)

Es un sistema creado por el Ministerio de Defensa para medir las capacidades de exterminio de Phantoms que poseen los jóvenes. Si un estudiante alcanza el rango más alto de valoración se le ofrecerá un puesto en el Ministerio de Defensa cuando sea adulto. Kaede Mitabi es la encargada de llevar este sistema a la Academia Hosea. 
- PAROLE

Son palabras que se pronuncian antes de activar una Habilidad Fantasma. A pesar de no ser necesario pronunciarlas para activar la habilidad, si se pronuncian la potencia y rango de la habilidad se verán aumentados.
- Alayashiki (阿頼耶識 Arayashiki?)

Es una compañía internacional que fabrica productos farmacéuticos y de biotecnología. A lo largo de Japón, Alayashiki posee una gran cantidad de centros de investigaciones y hospitales. Durante una de sus investigaciones, cierto virus se liberó el cual permitió a la gente ser capaz de ver Phantoms, tras este incidente, Tōko Kashima lideró las investigaciones sobre personas con capacidades singulares.
- Mundo Alterno

Es un mundo diferente del Mundo Origen creado por "Él", en este mundo, Rūpa lidera un ejército que ha exterminado 2/3 de la humanidad, los humanos sobrevivientes viven en una ciudad subterránea llamada Gehenna, las personas del Mundo Alterno son contra partes de personas en el Mundo Origen, siendo que esta persona puede diferir mucho de su contraparte.
- Mundo Origen

El mundo original, en este mundo, Rūpa fue derrotada por Haruhiko evitando que el mundo sea conquistado por ella, la ciudad de Gehenna no fue fundada debido a que no existió la necesidad, siendo que Tōko logra reunir el mismo ejército que Rūpa dominaba en el Mundo Alterno, solo que esta vez, comandándolo directamente para conseguir venganza de los eventos sucedidos en el Mundo Alterno.

## Media

### Novela ligera
La novela ligera fue escrita por Sōichirō Hatano e ilustrada por Shirabi. Fue publicada por la imprenta de Kyoto Animation el 20 de diciembre de 2013. El libro recibió una honorable mención en la categoría novela en los cuartos Premios de Kyoto Animation el 5 de abril de 2013. Los trabajos anteriores presentados en los premios han recibido adaptaciones al anime. Una segunda novela fue publicada el 30 de octubre de 2015. Una tercera novela fue publicada el 17 de febrero de 2016.
| Núm. | Título                                                         | Fecha de publicación    | ISBN                   |
| ---- | -------------------------------------------------------------- | ----------------------- | ---------------------- |
| 1    | Musaigen no Phantom World (無彩限のファントム・ワールド?)      | 20 de diciembre de 2013 | ISBN 978-4-907064-13-6 |
| 2    | Musaigen no Phantom World 2 (無彩限のファントム・ワールド ２?) | 30 de octubre de 2015   | ISBN 978-4-907064-34-1 |
| 3    | Musaigen no Phantom World 3 (無彩限のファントム・ワールド ３?) | 17 de febrero de 2016   | ISBN 978-4-907064-45-7 |

### Anime
Una adaptación a anime fue dirigida por Tatsuya Ishihara y escrita por Fumihiko Shimo, con animación por Kyoto Animation. Kazumi Ikeda fue el encargado de los diseños de personajes, y también sirvió como el director de animación en jefe. Shinpei Sawa proporcionó los diseños para los Phantoms. La música de la serie fue compuesta por Effy. Además, Ryuuta Nakagami sirvió como director de fotografía; Mikiko Watanabe fue el director de arte; Kana Miyata proporcionó la escala de colores; Hiroshi Karata fue el encargado del planeamiento de los accesorios; y Yota Tsuruoka fue el director de sonido. El opening es Naked Dive interpretado por Screen Mode, mientras que el ending es "Junshin Always" (純真 Always?  , lit. Siempre Inocencia) interpretado por Azusa Tadokoro. La serie se emitió en ABC Asahi, Tokyo MX, televisión Aichi, y BS11 entre el 7 de enero y el 31 de marzo de 2016. El anime fue publicado en siete volúmenes de compilaciones en Blu-Ray y DVD conteniendo dos episodios cada una entre 6 de abril y 5 de octubre de 2016. Una OVA se estrenó junto al séptimo volumen Blu-ray.

#### Lista de episodios
| Núm.     | Título                                                                                           | Fecha de estreno      |
| -------- | ------------------------------------------------------------------------------------------------ | --------------------- |
| 1        | "Era de Phantoms" "Fantomu no Jidai" (ファントムの時代)                                          | 7 de enero de 2016    |
| 2        | "¡Deshacerse del problemático OVNI!" "Meiwaku Yūfō o Yattsukero!" (迷惑UFOをやっつけろ!)         | 14 de enero de 2016   |
| 3        | "Operación copiar y pegar memorias" "Kioku kopipe sakusen" (記憶コピペ作戦)                      | 21 de enero de 2016   |
| 4        | "Familia falsa" "Mozō Kazoku" (模造家族)                                                         | 28 de enero de 2016   |
| 5        | "¡No puedo usar mis habilidades fantasmas!" "Tokui Nōryoku ga Tsukaenai!" (特異能力が使えない！) | 4 de febrero de 2016  |
| 6        | "Kurumi y el reino del oso de peluche" "Kurumi to nuigurumi ōkoku" (久瑠美とぬいぐるみ王国)      | 11 de febrero de 2016 |
| 7        | "La mansión del gato de Schrödinger" "Shurēdingā no neko yashiki" (シュレーディンガーの猫屋敷)   | 18 de febrero de 2016 |
| 8        | "¡Atraviesa las aguas termales del mono!" "Saru Onsen o Toppa Seyo!" (猿温泉を突破せよ！)        | 25 de febrero de 2016 |
| 9        | "La extraña historia del Phantom Bakumatsu" "Bakumatsu fantomu ibun" (幕末ファントム異聞)        | 3 de marzo de 2016    |
| 10       | "El gran sueño de la pequeña Ruru" "Chiisai Ruru no Ōkina Yume" (小さいルルの大きな夢)           | 10 de marzo de 2016   |
| 11       | "Pequeño Haruhiko-kun" "Chibi-kko Haruhiko-kun" (ちびっ子晴彦くん)                               | 17 de marzo de 2016   |
| 12       | "La madre ha regresado" "Haha wa Kaerinu" (母は帰りぬ)                                           | 24 de marzo de 2016   |
| 13       | "Phantom World eterno" "Eien no Fantomu Wārudo" (永遠のファントム・ワールド)                     | 31 de marzo de 2016   |
| 14 (OVA) | "El lunar del milagro" "Mizutama no Kiseki" (水玉の奇跡)                                         | 5 de octubre de 2016  |

#### Musaigen no Phantom World: Limitless Phantom World
Musaigen no Phantom World tiene siete especiales picture drama, cada uno publicado junto a los volúmenes Blu-ray y DVD.

##### Lista de episodios
| Núm. | Título                                         | Fecha de estreno        |
| ---- | ---------------------------------------------- | ----------------------- |
| 1    | "Medidas Parte 1" "Taisaku sono 1" (対策その1) | 6 de abril de 2016      |
| 2    | "Medidas Parte 2" "Taisaku sono 2" (対策その2) | 11 de mayo de 2016      |
| 3    | "Medidas Parte 3" "Taisaku sono 3" (対策その3) | 1 de junio de 2016      |
| 4    | "Medidas Parte 4" "Taisaku sono 4" (対策その4) | 6 de julio de 2016      |
| 5    | "Medidas Parte 5" "Taisaku sono 5" (対策その5) | 3 de agosto de 2016     |
| 6    | "Medidas Parte 6" "Taisaku sono 6" (対策その6) | 7 de septiembre de 2016 |
| 7    | "Medidas Parte 7" "Taisaku sono 7" (対策その7) | 5 de octubre de 2016    |